# Hiroshima mon amour
Hiroshima mon amour è un film del 1959 diretto da Alain Resnais. Il soggetto e la sceneggiatura sono della scrittrice Marguerite Duras, candidata all'Oscar alla migliore sceneggiatura originale nel 1961.
Il film, presentato in concorso al 12º Festival di Cannes, è noto come una delle prime opere della Nouvelle Vague e per l'uso innovativo dei flashback.

## Trama
Un architetto giapponese ed un'attrice francese trascorrono assieme un'intensa notte di passione. Da quel rapporto prende il via una storia d'amore, ma improvvisamente, quanto inevitabilmente, iniziano ad affacciarsi gli spettri del recente passato, spettri che investono soprattutto la fragile ragazza parigina. Tramite un innovativo e sorprendente uso dei flashback, il regista ci mostra il dolore dei vinti, come lei che ha visto morire il ragazzo che amava ed ha provato su di sé da ragazza la violenza delle vendette – soprattutto di ciò che lascia in noi nel dopoguerra – visto attraverso gli occhi smarriti di una singola persona e, simultaneamente, il dolore collettivo – dignitoso al punto da commuovere – della città che ha sofferto il bombardamento atomico. Un precedente amore "impossibile", vissuto dalla protagonista, in Francia, durante la guerra, finisce tragicamente con l'uccisione dell'innamorato, un soldato tedesco.
La conseguente elaborazione del lutto, in qualche modo, fa scaturire in lei il desiderio di vivere a Hiroshima, dove si trova per girare un film e dove spera di poter diluire le sue pene tramite la condivisione del suo dolore con il dolore collettivo della città e di un popolo intero. Ma è tutta una triste finzione: scoprirà che il vero dolore è la consapevolezza che poi si comincia a dimenticare. Lo stesso film pacifista nel quale lei lavora (interpretando il ruolo di una crocerossina), non basta per salvarla da questa consapevolezza.
Gli incubi che la perseguitano, in un'ossessionante mescolanza - volutamente non netta - tra ricordo ed immaginazione, la portano a compiere un percorso di maturazione che, a tratti, ci appare prossimo ad un compimento, ma che, invece, gira attorno al nucleo del problema, senza mai affrontarlo direttamente, esattamente come le particelle roteano, minacciose, attorno al nucleo dell'atomo prima che si inneschi la fatale reazione nucleare.
Accanto a lei, l'uomo che l'ama - e di cui anche lei è apparentemente innamorata - simbolo sì di un paese che ha perso la guerra, ma che sembra il vero vincitore. Il regista Alain Resnais ci dice chiaramente che vincere o perdere una guerra non equivale a perdere una singola persona amata. Il travaglio che, via via, affligge la coppia, offre allo spettatore spunti di riflessione e di meditazione di una profondità e di una verità che riescono a stupire e far vibrare le corde più profonde dell'essere umano, che il film ci descrive come destinato alla solitudine, ma accompagnato dall'amore, in entrambi i casi suo malgrado. Grazie ad un abile montaggio, il passato di lei (la Francia) ed il presente di lui (il Giappone) si accavallano e si rincorrono senza una vera soluzione di continuità e, soprattutto, senza una risposta definitiva, nemmeno quando il dolore collettivo della città (e quindi la sua memoria) si sintetizza nel dignitoso volto dell'uomo, il quale, dinanzi alla domanda di lei, risponde dicendole che il suo nome è Nevers ("Nevers en France").

## Riconoscimenti
Nel 1959 il film riceve il Grand Prix del Sindacato belga della critica cinematografica, mentre nel 1960 il National Board of Review of Motion Pictures l'ha inserito nella lista dei migliori film stranieri dell'anno.
Candidato all'Oscar per la miglior sceneggiatura originale nel 1961.

## Curiosità
- La locandina del film appare nella camera da letto di Peppino Impastato nel film I cento passi.
- Nel film è presente un chiaro riferimento alla pellicola Casablanca. I due protagonisti sono incapaci di vedere un futuro per la loro storia a causa di una guerra tanto temporalmente lontana in questo film, quanto geograficamente lontana in Casablanca (non a caso è proprio questo il nome del locale dove si danno appuntamento).